# Polymorphus minutus
Polymorphus minutus es una especie de acantocéfalo de la familia Polymorphidae. Fue descrita por Goeze en 1787 y luego por Zeder en 1800 como Echinorhynchus minutus, siendo luego reasignada dentro del género Polymorphus por Goeze en 1911. Pueden crecer hasta 12,5 mm. Es un parásito económicamente importante en la cría de gansos y patos. Su presencia en patos de Alaska es discutida.